# Phoenicoprocta biformata
Phoenicoprocta biformata là một loài bướm đêm thuộc phân họ Arctiinae, họ Erebidae.